# Basilica di San Pietro Fourier
La basilica di San Pietro Fourier è una chiesa cattolica sita nel comune lorenese di Mattaincourt e dedicata a Pietro Fourier.

## Storia
Essa venne costruita per iniziativa del canonico Hadol in vista della canonizzazione di Pietro Fourier. Fu elevata al rango di basilica minore il 26 giugno 1897. Dal 21 dicembre 1984 è monumento storico di Francia.

## Descrizione

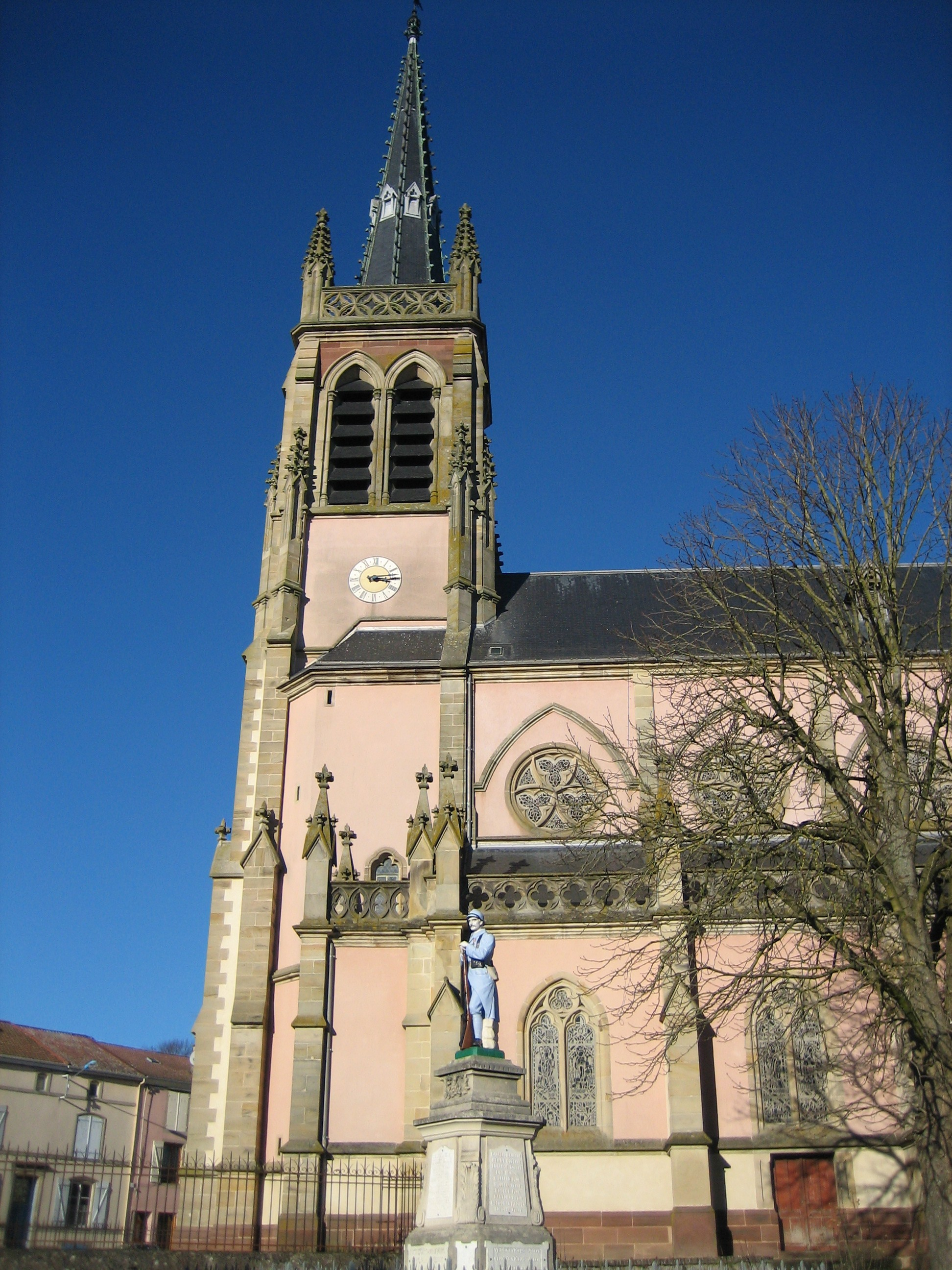
Il campanile della basilica

La chiesa, eretta in sostituzione di una precedente, antica chiesa di Mattaincourt, nella quale il santo sacerdote aveva officiato come parroco. È stata realizzata in stile neogotico ed ha una torre campanaria con cuspide ottagonale.
Contiene arredi in ghisa del XIX secolo e belle vetrate moderne in lastre di vetro, opera del laboratorio di  Gabriel Loire di Chartres. Esse sostituiscono quelle del  1853, andate distrutte a causa delle due esplosioni  che fecero saltare il ponte sul fiume Madon nel 1940 e nel 1944. Su di esse sono rappresentate scene della vita del santo, che si "leggono" dal basso in alto.
Alla sinistra del coro, la cappella della beata Alix Le Clerc, mentre alla destra vi è la cappella contenente le reliquie di san Pietro Fourier. La cassa che le contiene era stata offerta in occasione della beatificazione, avvenuta nel 1730, dalla duchessa reggente Elisabetta Carlotta di Borbone-Orléans. Le vetrate di questa cappella ricordano alcuni monasteri delle congregazioni del Salvatore e di Nostra Signora, fondate dal Fourier e da Alessia Le Clerc.
Dinnanzi all'altar maggiore vi è la lastra tombale di Pietro Fourier, sotto la quale la salma del santo riposa dal 1732.